# Distoleon binatus
Distoleon binatus är en insektsart som beskrevs av C.-k. Yang 1987. Distoleon binatus ingår i släktet Distoleon och familjen myrlejonsländor. Inga underarter finns listade i Catalogue of Life.